# 七级镇 (青岛市)
七级镇，是中华人民共和国山东省青岛市即墨区原下辖的一个乡镇级的行政单位。2012年，七级镇改制为七级中心社区，并入移风店镇。

## 行政区划
七级中心社区下辖以下地区：
七级西南村、七级东北村、七级西北村、七级东南村、张李庄村、西七级东村、西七级西村、后吕村、前吕村、北岔河村、中岔河村、西龙湾头村、康家庄村、北张院村、中张院村、南张院村、毛子埠村、北住村、大欧村、小欧村、青中埠村、中间埠村、张王庄村、泉庄村、谢家屯村、八里庄村、桑家埠村、丰享庄村、湍湾西南村、湍湾西北村、湍湾大街村、湍湾东街村、湍湾石棚村和綦家埠村。